# Copil

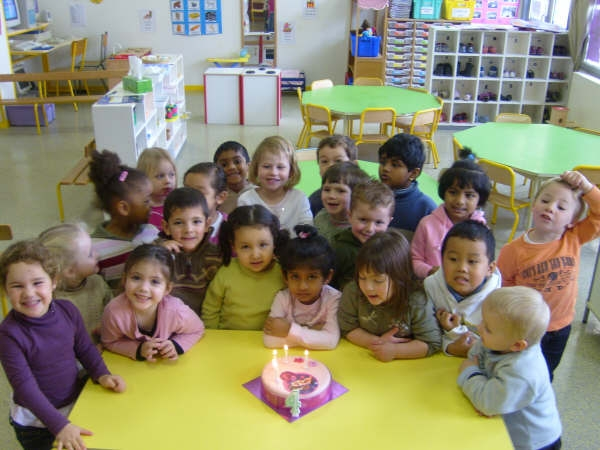
Copii la o școală primară din Paris

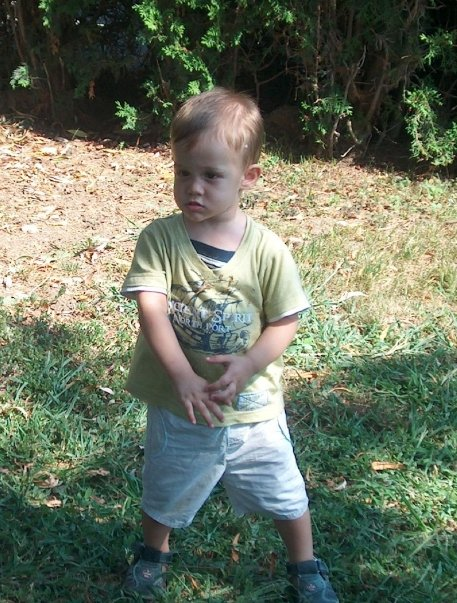
Copil cu vârsta de 2 ani

Copil este un termen folosit în științele juridice, drept, psihologie, sociologie sau medicină care poate să însemne:
- un om în faza de dezvoltare numită copilărie (în general în Europa copilăria durează până la vârsta de 14 ani; copilul face parte din familie, fiind urmașul și moștenitorul părinților săi biologici sau adoptivi). Copilul dispune de drepturile copilului.